# Jan Aleksander Tarło

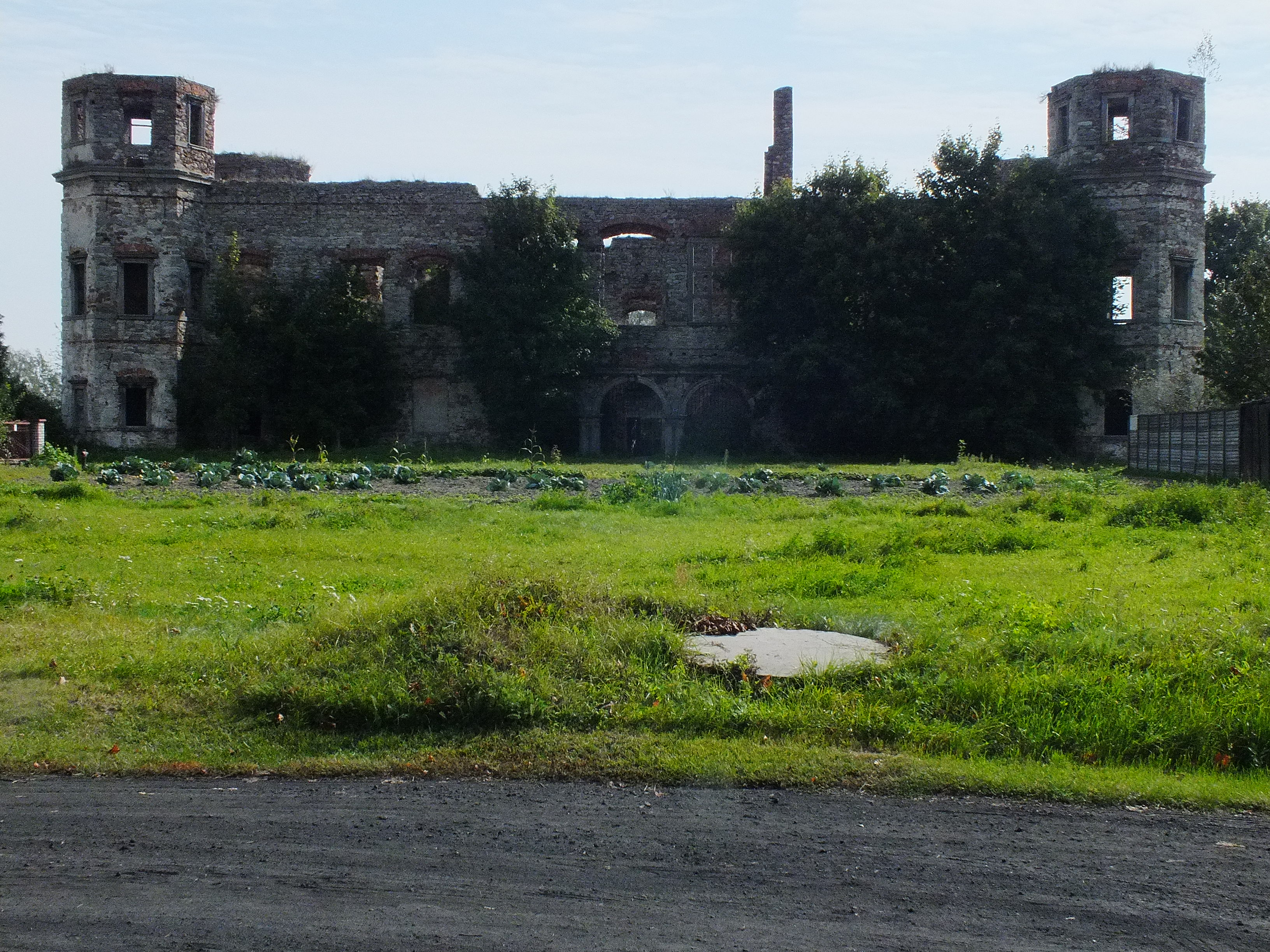
Ruiny pałacu wraz z otoczeniem teren w promieniu 100 m Podzamcze Piekoszowskie

Jan Aleksander Tarło herbu Topór (ur. ok. 1615, zm. 1681) – wojewoda sandomierski w latach 1667–1680, wojewoda lubelski w latach 1650–1667, starosta stężycki w latach 1663–1665.

## Rodzina
Syn Piotra Aleksandra, kasztelana i wojewody lubelskiego i Zofii z Działyńskich córki Mikołaja, wojewody chełmińskiego. Brat Mikołaja zm. 1632.
Do rodzeństwa przyrodniego należeli: Karol (zm. 1702), wojewoda lubelski; Aleksander (zm. 1683), kasztelan zawichojski; Stanisław (zm. 1705) kasztelan zawichojski, wojewoda lubelski; Zygmunt (zm. ok. 1685/1689), starosta pilzneński; Zofia, późniejsza żona Łukasza Czermińskiego, kasztelana małogoskiego i zawichojskiego oraz Helena, późniejsza żona Stanisława Gozdzkiego, starosty stężyckiego
Jego pierwszą żoną była Katarzyna córka Andrzeja Zborowskiego, zmarła bezdzietnie w 1632. 

Po jej śmierci ożenił się z Anna Czartoryską córką Mikołaja Jerzego (1585–1661), kasztelana wołyńskiego, wojewody wołyńskiego i podolskiego. Para miała potomstwo:
- Izabela, poślubiła Benedykta Pawła Sapiehę, podskarbiego wielkiego litewskiego, matka Michała Józefa
- Michał Bartłomiej (zm. 1716), biskup poznański
- Jan Joachim (zm. 1732), biskup kijowski a potem poznański
- Mikołaj (zm. 1702), cześnik litewski i starosta goszczyński
- Kazimierz (zm. 1690), starosta goszczyński.

## Kariera
Pełnił urząd wojewody lubelskiego w latach (1650–1665), następnie został wojewodą sandomierskim w latach (1665–1680).
Zasłużony wojownik, brał udział w licznych wyprawach przeciw Moskwie i Turkom (Aboza Pasza), Szwedom, w Prusach, Kozakom i Tatarom.
Szczególnie przywiązany od Jasnogórskiego Obrazu Matki Bożej Częstochowskiej podarował zakonowi paulinów srebrną statuę.
Ufundował pałac w Podzamczu Piekoszowskim. Pałac wybudowany został w latach 1649–1655 w stylu barokowym dla drugiej żony Anny. Zaprojektowany przez włoskiego projektanta i budowniczego Tomasza Poncino. Na budowę tej rezydencji magnat sprzedał 30 wsi.
Wg legendy podczas uczty urządzonej przez biskupa Jakuba Zadzika, biskup odrzucił z pogardą zaproszenie Tarły na ucztę. Mówiąc że po chałupach nie zamierza jeździć. Urażony wojewoda miał odpowiedzieć: "Zapraszam zatem ekscelencję do siebie za 2 lata do Piekoszowa, do takiego samego pałacu, jaki ekscelencja tu posiada".
Na sejmie abdykacyjnym 16 września 1668 roku podpisał akt potwierdzający abdykację Jana II Kazimierza Wazy. Był członkiem konfederacji generalnej zawiązanej 5 listopada 1668 roku na sejmie konwokacyjnym. Podpisał pacta conventa Michała Korybuta Wiśniowieckiego w 1669 roku. Był członkiem konfederacji generalnej zawiązanej 15 stycznia 1674 roku na sejmie konwokacyjnym. W 1674 roku był elektorem Jana III Sobieskiego z województwa sandomierskiego.